# Museo de Bellas Artes de Virginia
El Museo de Bellas Artes de Virginia, o VMFA, es un museo de arte en Richmond, Virginia, en los Estados Unidos, que se inauguró en 1936.
El museo es gestionado por el estado de Virginia, su propietario, mientras que benefactores privados aportan donaciones, dotaciones y fondos para el apoyo de programas específicos y la adquisición de obras de arte, así como el apoyo general adicional. La entrada en sí es libre (excepto para exhibiciones especiales). Es uno de los primeros museos de la zona sur de Estados Unidos que opera con fondos estatales.
El Museo de Bellas Artes de Virginia, junto con la adyacente Sociedad Histórica de Virginia, anclan el epónimo "distrito de los museos" de Richmond (conocido alternativamente como "Oeste del Boulevard").

## Colecciones
El museo alberga colecciones muy variadas. La pintura europea cuenta con ejemplos de Lambert Sustris, Rubens, Nicolas Poussin, Salvator Rosa, Bartolomé Esteban Murillo, Artemisia Gentileschi (Venus y Cupido), Angelica Kauffmann, Francisco de Goya, George Stubbs, John Constable, Eugène Delacroix, Édouard Manet, Edgar Degas, Gustave Caillebotte, Claude Monet, Vincent van Gogh, Pierre Bonnard, Pierre-Auguste Renoir, Georges Seurat, William-Adolphe Bouguereau, Odilon Redon, Henri Rousseau, Pablo Picasso, Paul Cézanne, Henri Matisse, Georges Braque... 
Es relevante su repertorio de objetos de Fabergé, que incluye cinco de los famosos huevos de Pascua elaborados para los zares; es el grupo más amplio de estas delicadas joyas existente fuera de Rusia.